# Breslaus voetbalkampioenschap 1909/10
In 1909/10 werd het achtste Breslaus voetbalkampioenschap gespeeld, dat georganiseerd werd door de Zuidoost-Duitse voetbalbond. VfR 1897 Breslau werd kampioen en plaatste zich voor de Zuidoost-Duitse eindronde. De club versloeg Deutscher SV Posen, Germania Kattowitz en FC Askania Forst en werd kampioen.
Hierdoor plaatste de club zich voor de eindronde om de Duitse landstitel en verloor daar in de eerste ronde van FC Tasmania Rixdorf.

## Eindstand
| Plaats | Club                     | Wed. | W  | G | V  | Saldo | Ptn   |
| ------ | ------------------------ | ---- | -- | - | -- | ----- | ----- |
| 1.     | VfR 1897 Breslau         | 14   | 11 | 2 | 1  | 59:15 | 24:4  |
| 2.     | SC Schlesien Breslau     | 14   | 10 | 0 | 4  | 53:16 | 20:8  |
| 3.     | SC Falke Breslau         | 13   | 7  | 2 | 4  | 30:32 | 16:10 |
| 4.     | SC Germania 1904 Breslau | 13   | 6  | 2 | 5  | 37:17 | 14:12 |
| 5.     | SC Preußen Breslau       | 14   | 7  | 0 | 7  | 24:39 | 14:14 |
| 6.     | FC 1898 Breslau          | 14   | 6  | 0 | 8  | 38:41 | 12:16 |
| 7.     | ATV Breslau              | 14   | 2  | 1 | 11 | 14:45 | 5:23  |
| 8.     | FC Hertha Breslau        | 14   | 2  | 1 | 11 | 12:62 | 5:23  |

|  | Kampioen |